# عصام عمر
عصام عمر، ممثل ومخرج مسرحي مصري، درس التمثيل والإخراج. تخرج من قسم المسرح في كلية الآداب بجامعة الإسكندرية وشارك في العديد من الأعمال السينمائية والتليفزيونية، اهم اعماله مسلسل بالطو الذي حقق نجاحا كبيرا ، و فلم البحث عن منفذ لخروج السيد رامبو حيث توج بجائزه احسن ممثل بسبب دوره في هذا الفلم ، دون ان ننسى فلم سيكو سيكو الذي حقق ايرادات مهمه في السينما .

## مسيرته الفنية
اهتم عصام عمر بالفن فدرس التمثيل والإخراج وتخرج من قسم المسرح في كلية الآداب بجامعة الإسكندرية وبدأ مسيرته الفنية في عام 2010 فشارك في عدد من العروض المسرحية سواء كممثل أو كمخرج، ومن أبرز هذه العروض مسرحيات «آه كراميلا»، و«الجراية»، و«اثني عشر رجل غاضب»، و«القطة العامية»، و«قنابل مسيلة للحرية»، ثُم شارك أيضًا في عدد من الأفلام السينمائية والأعمال التليفزيونية، وكان من أبرز أدواره في المسلسلات التليفزيونية دوره في مسلسل «أنصاف مجانين» الذي عُرض على منصة شاهد الرقمية التابعة لشبكة قنوات إم بي سي في عام 2021، ودوره في مسلسل «منورة باهلها» الذي عُرض على منصة شاهد في عام 2022 من بطولة أحمد السعدني ومن إخراج يسري نصر الله.

## أعماله

### الأفلام
- 2019: قرمط بيتمرمط
- 2024: البحث عن منفذ لخروج السيد رامبو
- 2025: سيكو سيكو

### المسلسلات
- 2015: لما تامر ساب شوقية
- 2017: لا تطفئ الشمس
- 2018: الرحلة
- 2019: الآنسة فرح (ج1)
- 2020: الآنسة فرح (ج2)
- 2020: العمارة
- 2021: الاختيار 2
- 2021: أنصاف مجانين (ج1)
- 2021: في بيتنا روبوت
- 2022: الجسر
- 2022: منورة بأهلها
- 2022: سوتس بالعربي
- 2022: الاختيار 3
- 2023: بطن الحوت
- 2023: بالطو
- 2023: تغيير جو
- 2024: مسار إجباري
- 2024: نور (ج2)
- 2025: نص الشعب اسمه محمد

### الأفلام القصيرة
- 2016: بطل رأس سنة[5]
- 2021: شيفت مسائي

## التكريمات والجوائز
حظي عصام عمر بتكريم العديد من الجهات ونال عدد من الجوائز الفنية من أهمها:
- التكريم من مهرجان «مسرح بلا إنتاج» الدولي برئاسة الفنان إبراهيم الفرن خلال افتتاح الدورة الحادية عشرة للمهرجان بقصر ثقافة الأنفوشي.
- جائزة أفضل ممثل من مهرجان «التذوق المسرحي» في دورته الرابعة.

## روابط خارجية
- صفحة الممثل على موقع قاعدة بيانات الأفلام العربية